# Longonjo (ort i Angola)
Longonjo är en ort i Angola.   Den ligger i provinsen Huambo, i den centrala delen av landet, 500 kilometer söder om huvudstaden Luanda. Longonjo ligger 1 424 meter över havet och antalet invånare är 24 346.
Terrängen runt Longonjo är platt åt sydost, men åt nordväst är den kuperad. Longonjo ligger nere i en dal. Det finns inga andra samhällen i närheten.
Omgivningarna runt Longonjo är huvudsakligen savann. Runt Longonjo är det ganska tätbefolkat, med 67 invånare per kvadratkilometer.